# Jürgen Lehnert
Jürgen Lehnert (* 2. November 1954 in Magdeburg) ist ein ehemaliger deutscher Kanute, der für die Deutsche Demokratische Republik bei den Olympischen Spielen 1976 eine Bronzemedaille gewann.
Lehnerts Eltern waren bei der BSG Lok Magdeburg jahrzehntelang Nachwuchstrainer im Kanusport. Ihr Sohn gewann von 1968 bis 1972 sechs Mal bei der Spartakiade. Jürgen Lehnert wechselte frühzeitig zum Leistungssport-Verein SC Magdeburg. Seine erste Medaille im Erwachsenenbereich gewann er bei den Kanu-Weltmeisterschaften 1973 in Tampere, als er zusammen mit Norbert Paschke, Peter Korsch und Harald Marg die Bronzemedaille im Vierer-Kajak hinter den Booten aus Ungarn und aus der Sowjetunion erkämpfte. Im Jahr darauf siegten Herbert Laabs, Ulrich Hellige, Jürgen Lehnert und Bernd Duvigneau bei den Weltmeisterschaften in Mexiko-Stadt. 1976 gewann er den DDR-Meistertitel und qualifizierte sich für die Olympiamannschaft. Bei den Olympischen Kanuwettbewerben 1976 in Montreal siegte der sowjetische Vierer vor dem spanischen Boot, Frank-Peter Bischof, Bernd Duvigneau, Rüdiger Helm und Jürgen Lehnert erhielten die Bronzemedaille.
1974 erhielt er für seine sportlichen Erfolge den Vaterländischen Verdienstorden in Bronze.
Nach seiner sportlichen Laufbahn arbeitete Jürgen Lehnert als Kanutrainer beim SC Magdeburg. Nach der Wende wurde er Taxi-Unternehmer. Daneben ist er im WSV Lok Magdeburg und im Kanu-Landesverband Sachsen-Anhalt ehrenamtlich tätig.